# アツモリソウ亜科
アツモリソウ亜科（Cypripedioideae）は、ラン科植物の分類群の一つ。いずれも袋状の唇弁を持つ点が目立つが、それ以外にも独特の構造がある。

## 概説
アツモリソウ亜科はアツモリソウ属・パフィオペディルム属・フラグミペディウム属・セレニペディウム属・メキシペディウム属の5属からなる。その花の外見はほぼ共通しており、またラン科中でも独特で、いずれも唇弁は大きく膨らんだ袋状となる。このような花形は他のラン科では類例が多くない。それらを含め、ここに虫を誘導して、出口を通るときに花粉を持たせるような花粉媒介のための装置となっており、虫媒花としての高度な適応と考えられている。
ただ、この類はこのような点だけでなく、花の基本的な構造においても独特であり、古くからヤクシマラン亜科と共にそれ以外のすべてのラン科植物と区別して別群とされた。
分布は熱帯域から寒帯域にまであるが、隔離分布的である。これに含まれる四属はその分布域でもほぼ区別できる。
一属を除いて古くから観賞用として重視され、特にパフィオペディルムは四大洋ランの一つとして数えられる。ただし分布の限定的なものが多く、乱獲による減少が憂慮される例が少なくない。また、洋ランの増殖に用いられるメリクロン法が成功しておらず、そのために未だに希少価値の高いものも多い。

### 名称
この類の花は、何よりも袋状の唇弁が目を引く。アツモリソウの名も該当の日本産の種の丸く膨らんだ唇弁を母衣に見立てたものである。学名においても、 Paphiopedilum などの後半は pedilon に由来し、これはサンダルのことである。英名でも Ladys slippers （貴婦人のスリッパ）、あるいはSlipper Orchid などと呼ばれる。なお、袋状の唇弁が食虫植物を思わせるため、食虫蘭などと言われたりするが、そのようなことはない。

## 特徴

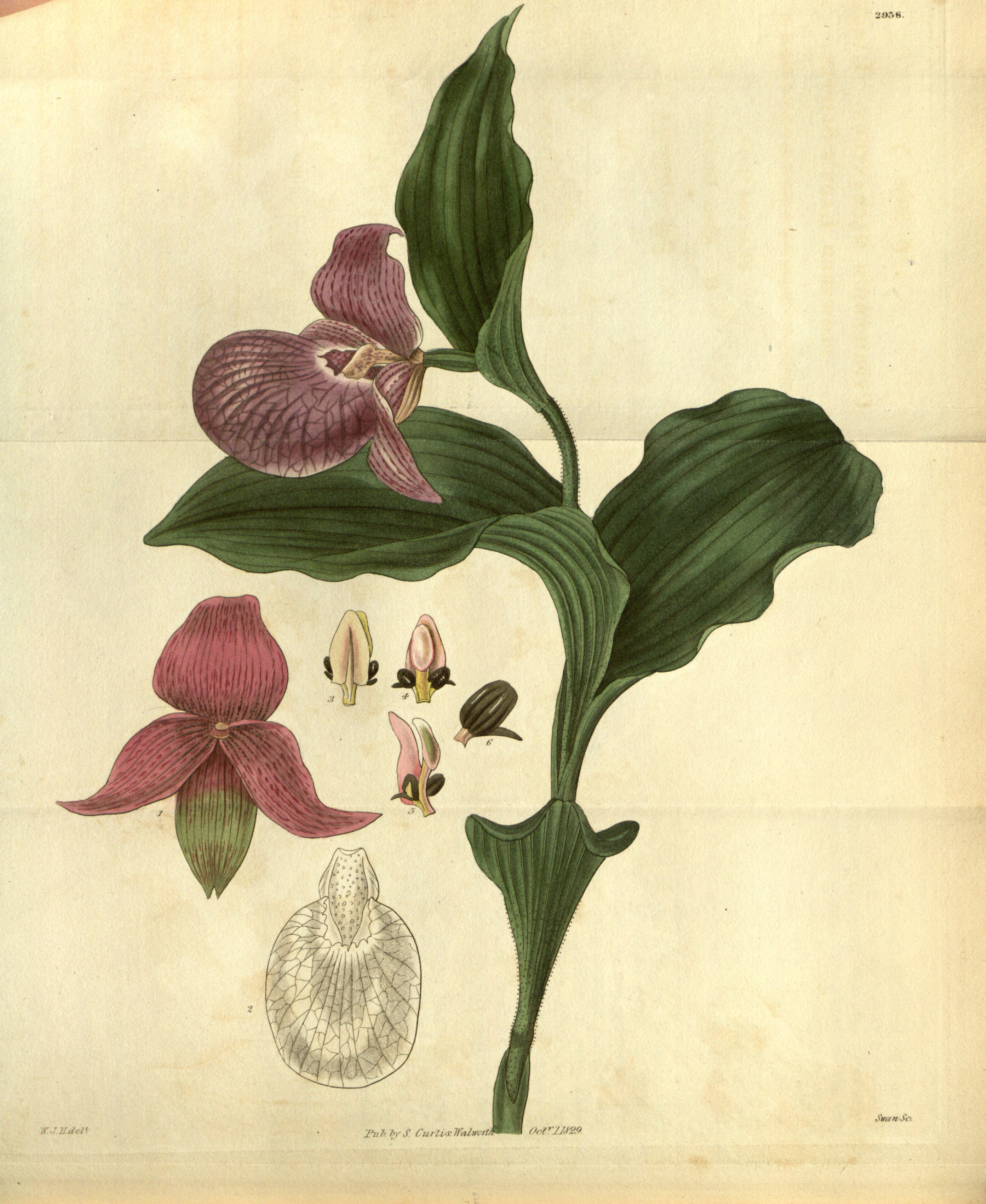
ホテイアツモリソウ
中央にずい柱の構造が描かれている

ほとんどは地上性で、パフィオペディルム属にごく少数の着生種がある。
花の形には共通性が大きい。外花被三枚はいずれも開きがちで、側方の二枚は往々に融合して唇弁の背後を覆うようにつく。側花弁は横に伸び、唇弁は下垂して縁が上に伸び、バケツ状ないしは巾着状など、はっきりと袋状になる。
しかし、分類学上ではより重要な特徴として、雄蘂と雌蘂の配置がある。一般にラン科は三個の雄しべと一個の雌しべを持つ祖先から生まれたとされ、普通のラン科植物ではそれらが融合して髄柱を作るが、この類ではそれらの融合が不完全である。また普通のランでは三個の雄しべの内で外側の一個が残って髄柱の先端に位置し、あとの二つは退化するのに対して、この類では雄蘂のうち、内側の二個が残り、これが雌しべの基部の両側に位置する。そして先端の上側には仮雄蘂があり、その下面に柱頭がある。また、ラン科の花粉はまとまって花粉塊を作るのが普通であるが、この類では花粉塊にならず、せいぜい粘液質によってまとまるだけである。
それ以外の特徴は変異があり、属の区別は子房の数（一室・三室）や果実の様子（朔果・肉果）、あるいは葉の出てくる様子（二つ折りかどうか）などによる。多くは常緑性だが、アツモリソウ属のものは夏緑性である。パフィオペディルム属とフラグミペディウム属は茎が短くて葉を根出状に出し、花茎を立てて1-数輪の花を着ける。アツモリソウ属は茎を立て、数枚の葉をつけ、時に葉は対生状になる。セレニペディウム属は非常に背が高くなり（数メートルに達するものがある）、小輪の花を数輪着ける。メキシペディウム属はフラグミペディウム属にごく近い。

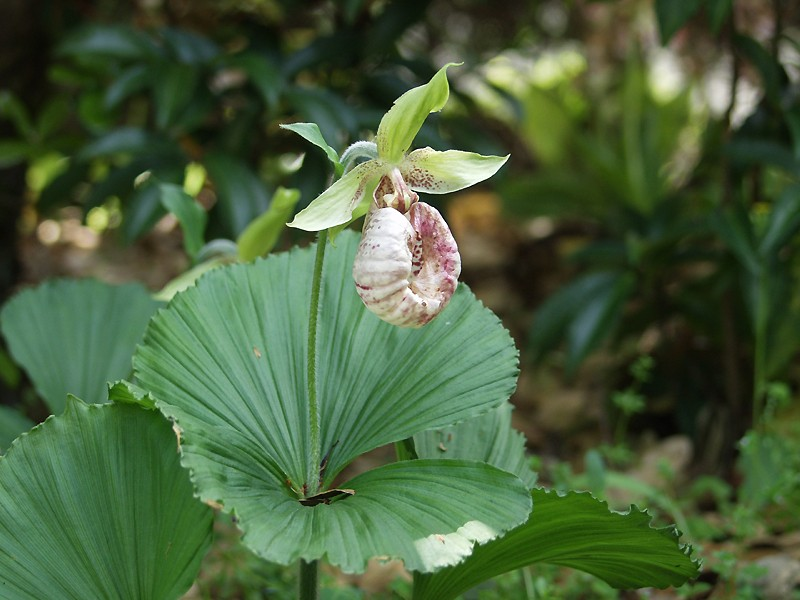
クマガイソウ アツモリソウ属
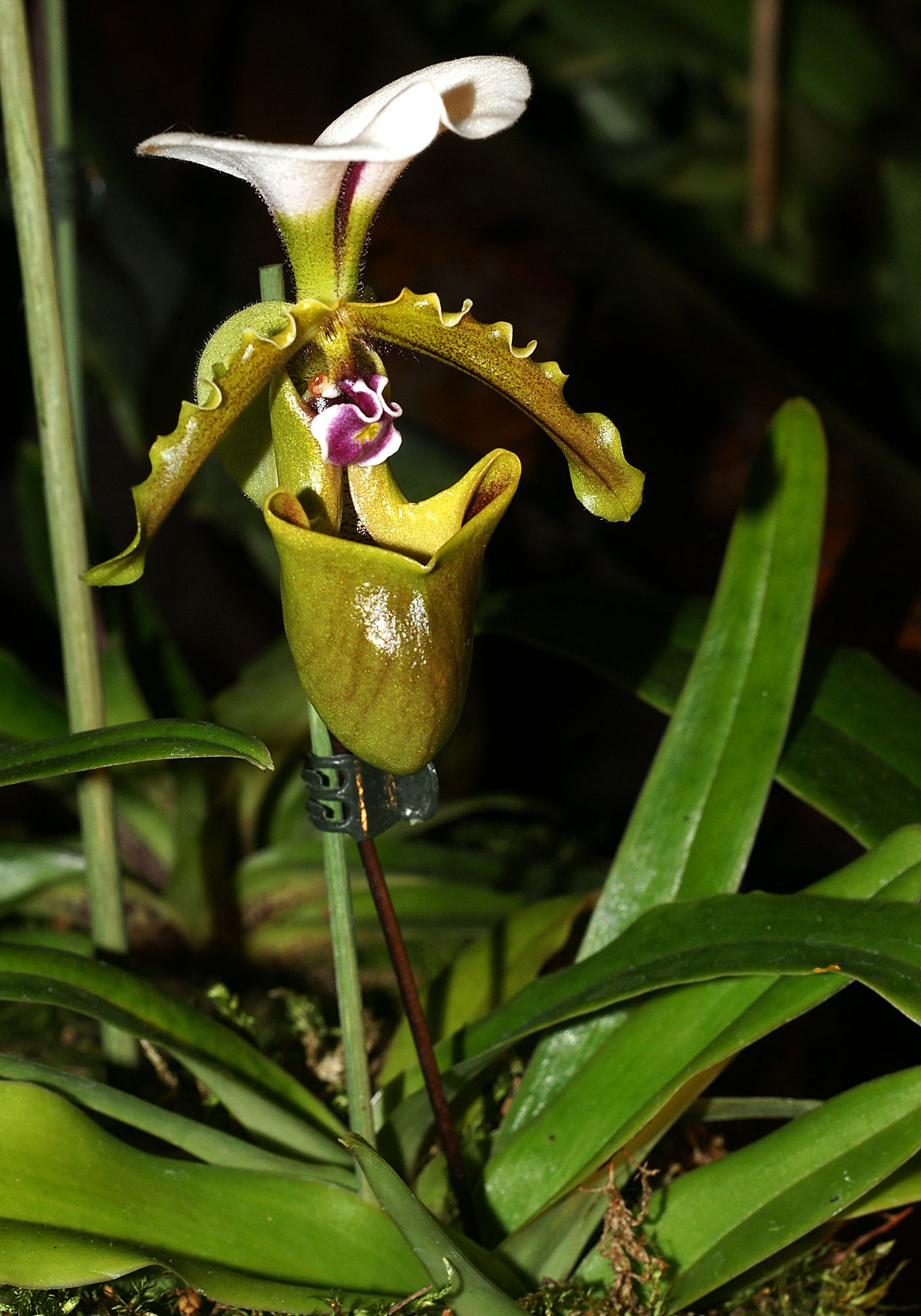
Paphiopedilum spicerianum パフィオペディルム属
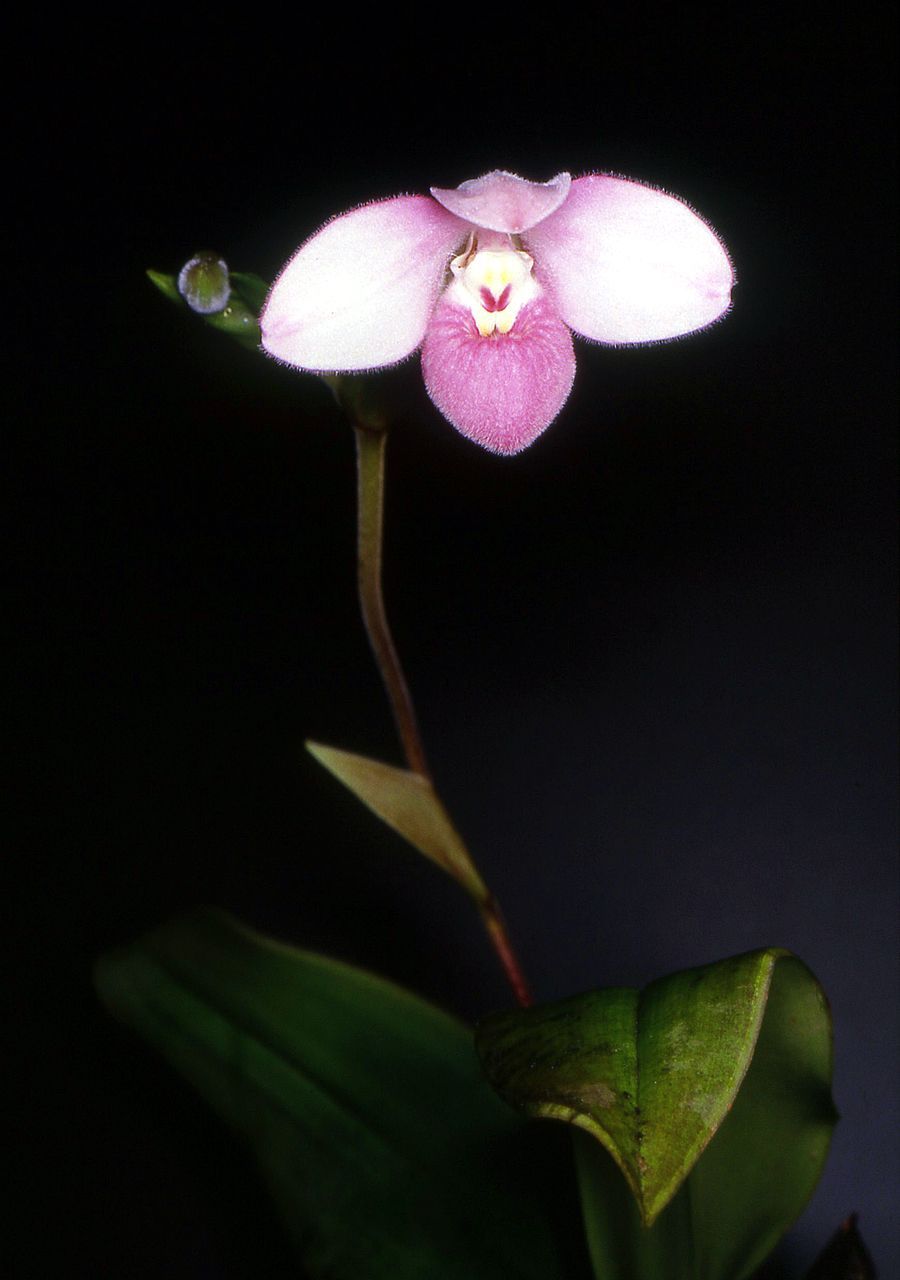
Phragmipedium schlimii フラグミペディウム属
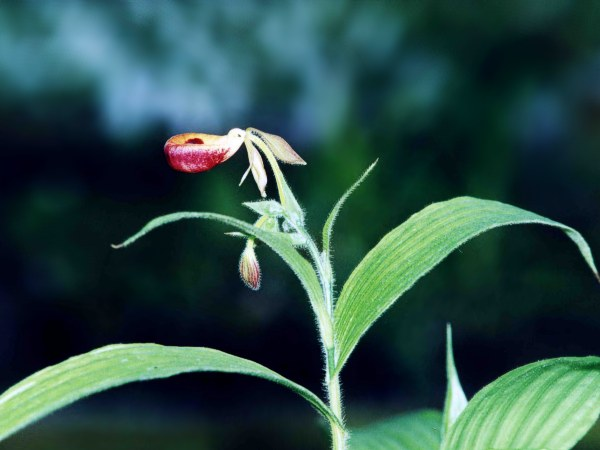
Selenipedium palmifolium セレニペディウム属
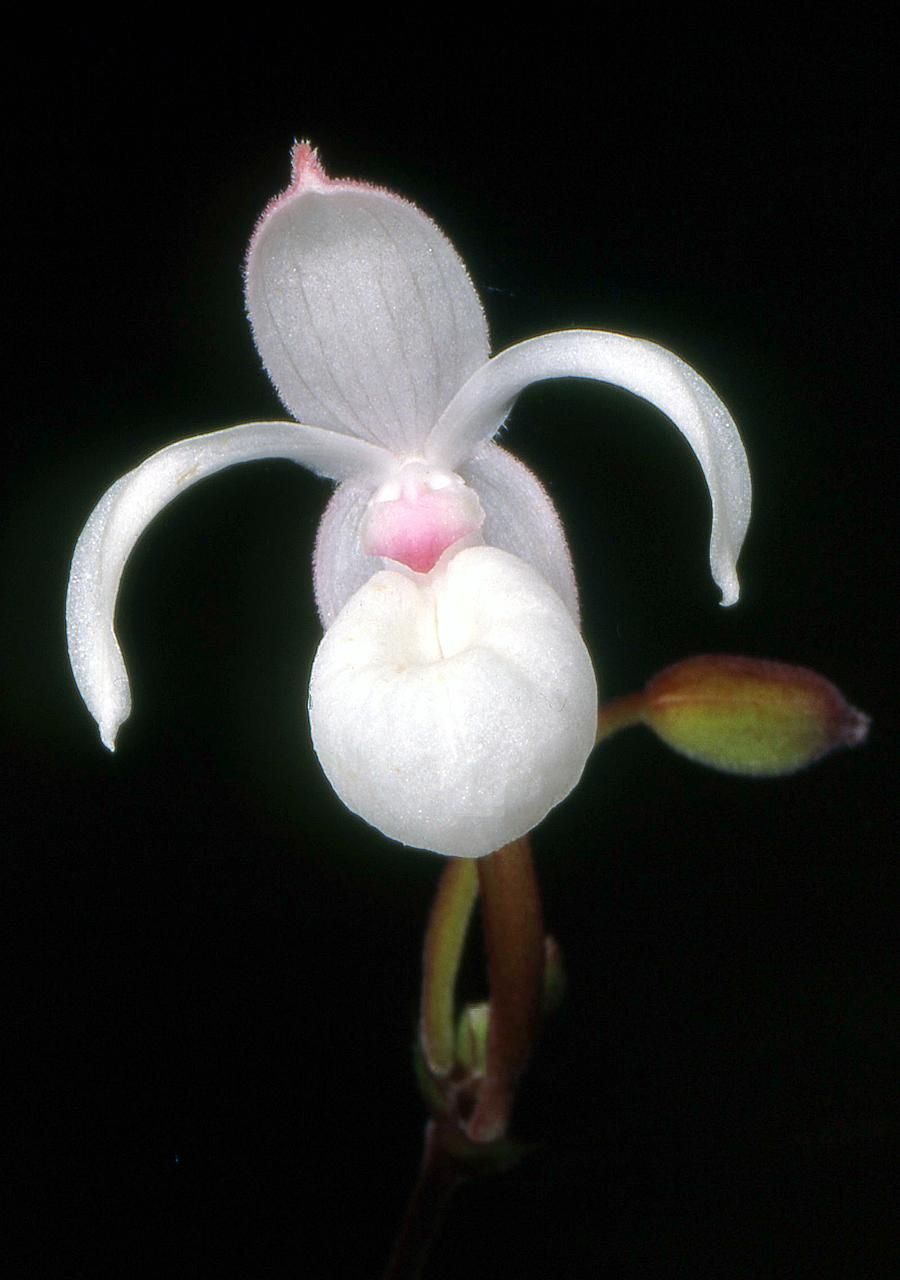
Mexipedium xerophyticum メキシペディウム属

### 虫媒花としての仕組み
この花の袋状の唇弁は、虫媒花として、昆虫に花粉媒介をさせるための適応的な構造である。花に来た昆虫がこの袋状の唇弁に落ち込むと、容易には脱出できない。しかしながら、唇弁内側の基部に向かう面は細かい毛が上向きに生えており、這い登りやすくなっている。ところが、この部分の蓋をするように髄柱が伸びているため、ここを通るときに下向きの柱頭の脇を通り抜け、その基部の左右にある雄しべのそばを通らなければならない。従ってこの落とし穴を抜け出す際には昆虫は花粉を体に付着させ、次に同種の花に落ちた際には抜け出すときに柱頭に花粉を押しつけることになる。
ただ、実際の花粉媒介の状況については詳しくはわかっていない。知られている限りではアツモリソウ属のものはハナバチ類、パフィオペディルム属とフラグミペディウム属ではハナアブ類である。あとの2属では全くわかっていない。

## 分布と生育環境
この亜科に含まれる四つの属は分布もそれぞれに異なっている。温帯のアツモリソウ属以外はすべて熱帯産で、アツモリソウ属が全北区に、パフィオペディルム属が東南アジア、あとの2属が熱帯アメリカに分布と、新旧大陸にわたる隔離分布となっている。アフリカとオーストラリアには分布がない。
この分布に関して、前川文夫は彼の古赤道分布説を当てはめて説明している。彼の説は過去の赤道沿いに植物の新しい分類群が出現し、その後の赤道の移動により熱帯域から離れた地域では絶滅し、今も熱帯域である地域にのみ取り残されたと考える。それに当たる分布域は東南アジアと中南米になり、これがパフィオペディルムとフラグミペディウム・セレニペディウムであるとする。また、アツモリソウ属については赤道の移動に連れて北半球の温帯域に移動した分布域で耐寒性を獲得して生き残り、その後に北極を囲むように分布域を拡大した結果であるとするものである。この説は他でも紹介されている。

## 利用
この類には観賞価値の高いものが多く（セレニペディウム属を除く）、特にパフィオペディルム属は四大洋ランの一つに挙げられる。しかし、その分布域の狭い種が多く、乱獲によって野生株の減少が著しい。この点は他の洋ランも同じであったが、無菌播種とメリクロン法の普及により、大量繁殖が可能になり、価格が大きく下がった。しかし、この類はメリクロン栽培が出来ないもので、人工繁殖もはかばかしくなく、未だに優良株が高価に取引される実態がある。
そのため、「種の保全」を象徴する花として、1993年に京都市で開かれたワシントン条約締結国会議の記念切手のデザインにはパフィオペディルム属のものが使われた。ただし、無菌播種は可能になりつつあり、普通のものについてはある程度以上普及している。また、これによって資源の保護がはかられるようになった例もある。たとえばペルーで2002年に発見されたフラグミペディウム・コバチーはその直後から無菌播種が行われ、それによる種苗が各国に輸出され、原産地の保護がはかられた。

## 分類
上記のように、一般のラン科のものと大きく異なる特徴があるため、この群をアツモリソウ科として独立させる扱いもあったが、現在では分子系統の上からもラン科に属するものであることが確認されており、ヤクシマラン亜科と本亜科を除いたそれ以外のすべてのラン科に対して姉妹群をなす。四属の中ではセレニペディウム属がもっとも原始的で最初に分岐したものと考えられており、次にアツモリソウ属が、そしてパフィオペディルム属とフラグミペディウム属はごく近縁とされる。
以下の四属に計120-130種が知られる。
- Cypripedium アツモリソウ属はユーラシア大陸と北アメリカ大陸の温帯域を中心に約40種が分布し、日本に産するのはすべてこの属のものである。
- Paphiopedilum パフィオペディルム属は西はインドから東南アジア、中国南部、フィリピン、ニューギニア、ブーゲンビル島に約60種。
- Phragmipedium フラグミペディウム属：中央アメリカからブラジル、ペルーにかけて約15種が分布。
- Selenipedium セレニペディウム属：パナマ、トリニダードから南ブラジルとエクアドルに6種が分布[2]。
- Mexipedium メキシペディウム属：メキシコ